# Spirama confusa
Spirama confusa är en fjärilsart som beskrevs av Butler 1889. Spirama confusa ingår i släktet Spirama och familjen nattflyn. Inga underarter finns listade i Catalogue of Life.